# Aplogompha yerna
Aplogompha yerna är en fjärilsart som beskrevs av Paul Dognin 1899. Aplogompha yerna ingår i släktet Aplogompha och familjen mätare. Inga underarter finns listade i Catalogue of Life.